# Domnall mac Muircheartach
Domnall mac Muirchertach Uí Néill roi d’Ailech 943-980 et Ard ri Érenn 956-980. Domnall est issu du Cenél nEógain et il est  parmi les dynastes irlandais médiévaux, le premier à avoir fait usage d'une puissance navale dans le but d'atteindre ses objectifs militaires. Dans le cadre de ses campagnes, il faisait transporter ses navires par voie de terre, d'une eau navigable à l'autre, afin de mener des attaques rapides. 

## Origine
Domnall mac Muirchertach ua Néill est issu du Cenél nEógain des Uí Néill nord il est le fils de Muirchertach mac Neill († 943) mieux connu comme « aux vêtements de cuir » et le petit-fils de Niall Glúndub († 919). Sa mère est Gormflaith, fille de Cuilennán mac Máele Brigte.

## Roi d'Ailech
Domnall devient roi Ailech à la mort de son père en 943 il apparaît dans les chroniques d'Irlande pour la première fois en 945, quand avec son frère Flaithbertach il attaque le camp de Vikings du Lough Neagh et détruit leur flotte. Après que Flaithbertach soit tué en 949 Domnall n'est plus mentionné par les annales pendant plusieurs années.  En 954, il conduit une armée contre Brega un défi pour l'Ard ri Erenn Congalach mac Máele Mithig. L'année suivante, en 955, Domnall fait preuve pour la première fois de son intérêt pour les expéditions navales et remonte avec ses navires à partir du Lough Neagh, il les transporte ensuite à travers le royaume d'Airgíalla jusqu'au Lough Erne, et ensuite au  Connacht, au Lough Oughter, afin de dévaster le Bréifne et de prendre des otages.  

## Ard ri Érenn
Ses prouesses militaires initiales lui attirent le respect et quand Conghalach Cnogba est tué l'année suivante , Domnall monte sur le trône d'Ard ri Erenn.  Son règne de 24 ans est émaillé des habituels conflits avec les Vikings du royaume de Dublin responsables de la mort de son père de son grand-père et de son prédécesseur et d’expéditions de pillage à l’encontre des autres royaumes irlandais.  
En 960 il effectue un raid à l'est contre le royaume de Dál nAraidi afin d'affirmer la reconnaissance de sa souveraineté et obtient des promesses de soumission . Une autre démonstration de force est réalisée par Domnall en 963 quand il transporte sa flotte du  Blackwater du nord à travers le Sliab Fuait, dans le Fews, au Lough Ennell. Deux ans après, pendant la grande famine de 965, il envahit le Connacht et prend des otages du roi régional Fergal mac Airt.
En 968 Domnall est désormais prêt à intervenir dans le sud de l'Irlande, et cette année-là, il conduit une campagne de deux mois contre les Vikings et les « Hommes du Leinster », effectue des raids de la rivière Barrow jusqu'à la mer et il obtient un nombreux bétail. C'est alors que débutent les hostilités entre Domnall et le fameux roi de Dublin Olaf Sihtricson Cuarán  qui vont se poursuivre une décennie.   
En 970 il est vaincu à la bataille de « Cell Mona » c'est-à-dire Kilmona dans le westmeath par une alliance éphémère entre Olaf Kvaran roi de Dublin et Domnall mac Congalach Cnogba, le fils de son prédécesseur. Trois rois sont tués au cours du combat : Ardgar mac Matudan d’Ulaid, Donnacan mac Mael Muire d’Airgíalla et Cinaed du Cenél Conaill. En revanche, il attaque le territoire de Domnall mac Congalaich et razzie les monastères de Monasterboice et Dunleer dans le comté de Louth.   
Sa défaite à Kilmona enhardit ses rivaux et l'année suivante en 971 ses troupes sont chassées du royaume de Mide par sa dynastie régnante le clan Cholmáin. Atteint mais non découragé, Domnall répond en conduisant une grande armée vers le sud. D'abord il détruit les forteresses et les églises du Clan Cholmáin , puis se dirige vers le Leinster il razzie les territoires des  Uí Failgi et Fothairt. Domnall démontre ainsi son pouvoir et semble chercher à ne plus jamais être de nouveau contesté.  
En 977 il effectue un raid contre le royaume voisin du Cenél Conaill et tue Gilla Coluim ua Canannáin. La même année cependant son vieil ennemi Olaf Kvaran tue deux de ses fils Congalach et Muirchertach Midheach « héritier désigné du royaume ».
L'esprit de Domnall semble alors s'éloigner des contingences temporelles pour se tourner vers le domaine spirituel, il n'y a aucune indication qu'il ait tenté de venger ses fils et il se retire dans la vie religieuse à Armagh, c'est pourquoi certaines  sources dans ce contexte le nomment parfois « Domnall d'Armagh » et il y meurt en 980 après avoir fait longuement pénitence.  Domnall qui est le premier à être explicitement désigné comme Ard ri Erenn dans son obituaire est inhumé à Armagh l’année même où son successeur l’Ard ri Érenn Mael Seachnaill II Mór O'Neill de Meath remporte une victoire décisive sur les Vikings de Dublin.

## Famille et descendance
L'épouse de Domnall, Echrad, est la fille de  Matudán mac Áeda, roi d'Ulaid. Leur fils est:  
- Muirchertach Midheach († 977)[13]. père de Flaithbertach Ua Néill,  ancêtre des Uí Néill de Tyrone.

le plus célèbre de ses enfants dont l'identité de la mère est inconnue est cependant 
- Áed mac Domnaill Ua Néill dit de Cráeb Tulcha roi d’Ailech, († à l'âge de 29 ans, en 1004)[14].

Ses autres fils sont : 
- Congalach († 977) tué par Olaf Kvaran,
- Muiredach dont le fils Lochan est, selon certaines généalogies, l’ancêtre éponyme des MacLochlainn [15],
- et un autre fils nommé Áed, la pratique de donner le même nom à deux enfants n'est pas rare parmi l'aristocratie irlandaise.